# Crociati Noceto 2010-2011
Questa pagina raccoglie le informazioni riguardanti il Crociati Noceto nelle competizioni ufficiali della stagione 2010-2011.

## Rosa
| N. |                   | Ruolo | Calciatore           |
| -- | ----------------- | ----- | -------------------- |
|    | Italia (bandiera) | D     | Davide Addona        |
|    | Italia (bandiera) | P     | Luca Babbini         |
|    | Italia (bandiera) | C     | Andrea Bersanelli    |
|    | Italia (bandiera) | D     | Alessandro Berselli  |
|    | Italia (bandiera) | C     | Michele Castagnetti  |
|    | Italia (bandiera) | C     | Francesco Coppitelli |
|    | Italia (bandiera) | D     | Andrea Delle Donne   |
|    | Italia (bandiera) | A     | Francesco Del Porto  |
|    | Italia (bandiera) | C     | Massimo Donzella     |
|    | Italia (bandiera) | C     | Gabriele Fabris      |
|    | Italia (bandiera) | A     | Daniel Ferrario      |
|    | Italia (bandiera) | C     | Mattia Ferretti      |
|    | Italia (bandiera) | D     | Tommaso Fontana      |
|    | Italia (bandiera) | D     | Rocco Grassi         |
|    | Italia (bandiera) | D     | Marco Guareschi      |

| N. |                           | Ruolo | Calciatore            |
| -- | ------------------------- | ----- | --------------------- |
|    | Costa d'Avorio (bandiera) | A     | Amarà Konate          |
|    | Italia (bandiera)         | A     | Josè La Cagnina       |
|    | Italia (bandiera)         | A     | Pietro Lorenzini      |
|    | Italia (bandiera)         | D     | Matteo Mantovani      |
|    | Marocco (bandiera)        | A     | Muolaij Micham Miftah |
|    | Polonia (bandiera)        | P     | Michał Miśkiewicz     |
|    | Italia (bandiera)         | C     | Luca Mora             |
|    | Italia (bandiera)         | D     | Samuele Ogliari       |
|    | Italia (bandiera)         | D     | Ermes Paoletti        |
|    | Italia (bandiera)         | A     | Michele Pietranera    |
|    | Italia (bandiera)         | C     | Filippo Savi          |
|    | Italia (bandiera)         | D     | Michele Schiaretti    |
|    | Italia (bandiera)         | C     | Alessandro Sessi      |
|    | Italia (bandiera)         | D     | Michele Tagliavini    |
|    | Italia (bandiera)         | C     | Paolo Vignali         |